# Praktina
Praktina («Практи́на») — название малоформатных однообъективных зеркальных фотоаппаратов, выпускавшихся компанией VEB Kamera-Werkstätten Niedersedlitz («KW») в Восточной Германии с 1953 до 1960 года. Камеры этой марки стали самыми передовыми для своего времени, ускорив закат дальномерной аппаратуры. Считается, что Praktina на 6 лет опередила японский Nikon F, уступив ему только отсутствием куркового взвода и зеркала постоянного визирования.

## Технические особенности
Первые опытные образцы фотоаппарата Praktina, сконструированного под руководством Зигфрида Бёма (нем. Siegfried Böhm) для профессиональной фотографии, были представлены в июле 1952 года. Официальная презентация серийной камеры состоялась на Лейпцигской ярмарке весной 1953 года. С основной линейкой Praktica заводов KW новую камеру объединяли только формат фотоматериала и компоновка. Всё остальное было разработано заново: фокальный затвор, байонет объектива вместо резьбы и зеркальный видоискатель со съёмными пентапризмой и фокусировочными экранами. Кроме того, камера первой в мире получила прыгающую диафрагму сменных объективов с внутренним приводом. Впервые «зеркалка» получила возможность использования приставного механизма автоматического взвода, который мог быть по выбору пружинным или электрическим. Такая степень оснащённости позволила выпускать для фотоаппарата даже дистанционный радиоспуск Radina с дальностью более километра.
Вместо съёмной задней крышки мог устанавливаться магазин для большого рулона фотоплёнки на 450 кадров. Благодаря принципу модульности, Praktina значительно опередила другие зеркальные фотоаппараты, составляя основу первой малоформатной профессиональной фотосистемы. От большинства «зеркалок» камеру отличал дополнительный телескопический видоискатель, поле зрения которого соответствует штатному «Биотару» с фокусным расстоянием 58 мм. Такое решение было характерно для периода острой конкуренции между дальномерными и однообъективными зеркальными фотоаппаратами, и встречается ещё в Asahiflex и первых моделях Alpa. Считалось, что фотограф должен видеть снимаемые объекты непосредственно в момент съёмки, что невозможно после подъёма зеркала основного визира. Всего известны две серийных модели: Praktina FX и Praktina IIA. Предсерийные Praktina не имели индекса. В то же время, коллекционеры различают 5 разновидностей модели FX, и две версии IIA.
Выпуск линейки продолжался до мая 1960 года, когда было принято решение о его прекращении, чтобы сосредоточить все усилия на развитии более дешёвого семейства Praktica. Не последнюю роль в этом сыграло предшествовавшее слияние KW с крупным народным предприятием, позднее известным как VEB Pentacon Dresden. За восемь лет выпущено около 100 000 камер обеих моделей. Praktina стала основой при создании среднеформатного Praktisix, оказавшегося буквально её увеличенной копией. Несмотря на недолгую жизнь, камера оказала большое влияние на мировое фотоаппаратостроение, в том числе советское. Например, фотоаппарат «Старт», выпущенный в 1958 году почти буквально воспроизводит устройство съёмной пентапризмы и байонета. В 1968 году объединение наладило выпуск профессионального Pentacon Super, который во время разработки носил имя Praktina N. Но и эта камера прожила недолго, оказавшись слишком сложной в производстве.

## Байонет Praktina

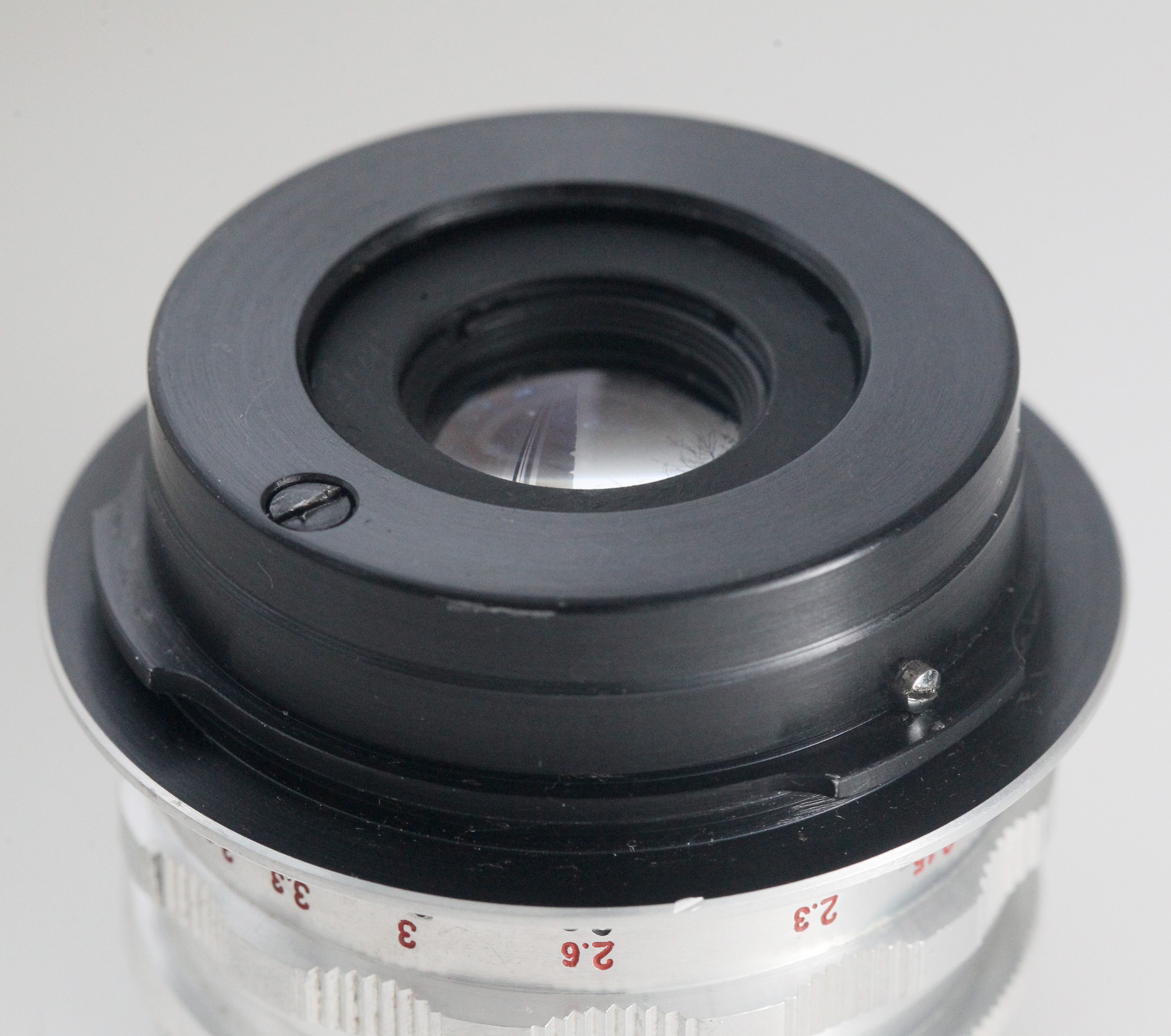
Хвостовик объектива Zeiss Tessar с байонетом Praktina. В таких бюджетных объективах привод прыгающей диафрагмы отсутствует

Для линейки Praktina был разработан совершенно новый трёхлепестковый байонет с рабочим отрезком 50 мм. В отличие от всех предыдущих, например Exakta, этот тип соединения не требует поворота объектива, а запирается накидной гайкой камеры. Такая конструкция практически исключает износ главных сопрягаемых поверхностей. Однако самой передовой частью байонета стал внутренний привод прыгающей диафрагмы, до этого не использовавшийся ни в одном типе фотоаппаратуры. На момент появления Praktina автоматическое закрывание диафрагмы уже было реализовано в камерах Exakta, но с помощью внешнего привода, расположенного снаружи оправы объектива и кинематически совмещённого со спусковой кнопкой. Такое устройство обладает рядом недостатков, самым серьёзным из которых является увеличенное усилие во время спуска затвора.
Привод диафрагмы Praktina располагается внутри камеры, а его толкатель приводится в действие пружинами затвора, никак не влияя на усилие спусковой кнопки. Это положительно сказалось на устойчивости фотоаппарата в момент съёмки, уменьшив риск «шевеленки» на длинных выдержках. За время выпуска привод был модернизирован, и из полуавтоматического стал полностью автоматическим. Если в фотоаппаратах модели FX диафрагму требовалось взводить внешним рычагом после каждого снимка, привод камер Praktina IIA открывает отверстие самостоятельно при взводе затвора. Поэтому объективы типа SB (нем. Spring Blende) с «заводной» диафрагмой несовместимы с поздней моделью камеры, несмотря на полное совпадение байонетов. Для новой модели разработаны объективы ASB (нем. Automatishe Spring Blende).
Ещё одним достоинством байонета стал его самый большой световой диаметр среди малоформатных аналогов. Это снимало большинство ограничений на светосилу объективов, особенно длиннофокусных. Кроме линейки Praktina этот тип соединения не использовался ни в одном другом типе фотоаппаратуры. Тем не менее, техническое совершенство камер было настолько очевидным, что объективы под этот стандарт быстро начали выпускать многие ведущие оптические фирмы, такие как Carl Zeiss, Meyer-Optik, Angenieux, Enna, Feinmess, Isco, Kilfitt, Schacht, Schneider Kreuznach, Steinheil, Astro, Novoflex, Piesker, Tewe, и Max Weth Optik. Малоформатный байонет Praktina впоследствии был почти буквально воспроизведён в увеличенном виде в ставшем массовым P6-mount, известном в СССР как байонет Б. Механизм прыгающей диафрагмы Praktina IIA также перекочевал в среднеформатные камеры почти без изменений.